# 6437 Stroganov
6437 Stroganov este un asteroid din centura principală de asteroizi.

## Descriere
6437 Stroganov este un asteroid din centura principală de asteroizi. A fost descoperit pe 28 august 1987 la Observatorul La Silla de Eric Walter Elst. El prezintă o orbită caracterizată de o semiaxă mare de 2,90 ua, o excentricitate de 0,04 și o înclinație de 2,1° în raport cu ecliptica.